# 十津川警部シリーズ
『十津川警部シリーズ』（とつがわけいぶシリーズ）は、西村京太郎の推理小説のシリーズ作品。

## 概要
警視庁刑事部捜査一課の警部・十津川省三を主人公とし、相棒の刑事・亀井定雄らと共に様々な事件を解決する。
初登場は1973年（昭和48年）に刊行された『赤い帆船』で、1978年（昭和53年）に刊行された『寝台特急殺人事件』で大きく知名度を上げた。2時間ドラマの原作として人気があり、民放各局がテレビドラマシリーズや単発作品を制作・放送している。
『寝台特急殺人事件』以降はJR、私鉄問わず日本各地を走る列車を舞台にした作品を発表しており、テレビドラマも列車関係の原作を使用したものが多いが、原作の小説では時事問題や日本史、オカルトといったジャンルも取り扱っており、その作品の幅は広い。また、
列車内での殺人や車両の爆破、脱線・転覆、刑事の殉職など比較的過激な描写も見られる。

## 登場人物
俳優名は土曜ワイド劇場 / 火曜ミステリー劇場 / ザ・サスペンス / 月曜名作劇場 / 女と愛とミステリー / 月曜プレミア8 の順。

### 十津川省三
警視庁刑事部捜査一課の警部。本シリーズの主人公。部下の亀井刑事をパートナーとし、多くの事件解決に当たっている。7〜10人程度で構成される、いわゆる「十津川班」のリーダーである。妻・直子と2人暮らしだが、自身が32歳の時に前妻を失ってからは、40歳まで独身だった。

### 亀井定雄
警視庁刑事部捜査一課の警部補（あるいは巡査部長）。十津川の部下で良き相棒。高校卒業後に警視庁へ入庁した叩き上げ刑事。45歳。小学生の息子がいる。髪は白髪交じりで肥満体だが、後に小柄で細身という描写がされた。通称は十津川、本多、後輩からも一貫して「カメさん」。

### 十津川の上司
三上（みかみ） / 三浦（みうら）
演 - 【土曜ワイド劇場】川辺久造（#26・#28・#30・#32） ⇒ 夏八木勲（#45） / 【火曜ミステリー劇場】鈴木瑞穂 ⇒ 加藤和夫 / 【月曜名作劇場】西岡德馬
警視庁刑事部部長。54歳。大阪府出身でT大卒業のキャリア組。21年前は松江警察署の署長を務め、警視庁捜査一課長を経て、部長に昇進した。事件が発生すれば自ら本部長となり、会議にも頻繁に顔を出す。基本的に十津川らを褒めたり労うことは無いが、機嫌が良い時は褒めることもある。十津川を「警視庁で最も優秀な刑事」「将来警視庁を背負って立つ人物」と高く評価している（『十津川警部の標的』）。
体格はスマートで背が高く、背広姿は警察官よりも高級官僚のような印象である。また顔付きも相まって厳格な雰囲気を醸し出しているが、後年の作品では小柄と描写され、時限爆弾を前にした時は十津川に抱き抱えられて脱出したことがある。
面子を重んじるため「自衛隊に借りを作るなど、もってのほか」と考えている。
怒りっぽい性格で感情がすぐ表情に出る。慎重居士だが、容疑者をクロと断定したら十津川に逮捕を急かせるなど性急なところがある反面、マスコミに叩かれて弱気になるとどこまでも臆病になってしまう。容疑者として見ていた人物が無実だったと知り、十津川が保護を呼びかけようとした際は「捜査方針の間違いを公言するようなものだから、マスコミには容疑者を罠に掛けるために呼びかける」として面子を守ろうとした。また警視庁内で自殺者が出た時は、マスコミから逃れるために葬式を欠席している（結果的に本多と十津川に対応を押し付けた）。一方で実直で実務的なところもあり、上からの圧力に目を瞑る点などは十津川も認めている。他にも記者会見での発表や、県警に対する捜査の了解なども彼の仕事である。殺人犯が友情を裏切って相手を殺したと知った時には義憤に駆られた姿を見せることもあり、亀井刑事にも通じる一面を持つ。その他、容疑者に同情して「もしも犯人の境遇が悪くなければこんな事件は起こらなかったのだろうか？」と十津川に言った時は、「捜査にそんな感情は邪魔でしかなく、実現しなかった可能性を語ることに意味はない」ときっぱりと言われている。恋愛や男のロマン的なものに対して理解があり、「若い頃は女性を格好よく助ける自分を夢見たことがある」「十津川君は頭が固いから男女の恋愛に疎い」という旨の発言をしたことがある。
推理力があるので十津川の捜査方針に疑問や突っ込みなどをよく行う。自分の推理を口にする時は自信満々に披露するが、大抵は的外れなので十津川に指摘されると機嫌を悪くする。他にも「○○が犯人に違いないから逮捕しろ」と勇み足を踏んでも「状況証拠しかないから逮捕状は下りない」と十津川に諭され怒鳴るのが定番。ただし十津川が勇み足を踏んで「絶対に○○が犯人です。推理に自信があります」という時は逆に不安になる姿も見せる。
十津川や本多からの評価は「ウチの部長は気が弱い」と共通しており、警察幹部による殺人が起きた時は「部長に相談しても捜査を許さない」として本多が責任になる形で独自捜査をされてしまっている。とはいえ別の事件で警察幹部に疑いが掛かった時は、十津川からスパイを頼まれ「期待しないでくれ」と渋々ながらもやるべきことはやっている。
十津川からの評価は「少々頼りないところもあるが金で転ぶ人間ではない。だから信頼している」「嘘がつけない人間」「自分や亀井刑事だけでは暴走してしまうから誤認逮捕を避けるためにも三上のような慎重な人間は必要」「部下想い」「圧力に簡単に屈する人間ではない」。ただし当初は「三上を煙たいと思うことがある。三上がいなければ事件はもっと早く解決するはずだ」と考えていた。
『十津川警部の決断』では主要キャラクターとして登場しており、三上の様々な姿が見られた。十津川が「一週間以内に犯人を逮捕できなかったら責任を取る」ということで辞表を預かっていたが、期日を過ぎても犯人逮捕の連絡がなかったので辞表の処理に困っていた（十津川と亀井にはこのことを忘れられていたようである）。
十津川の捜査方針に反対の声を出すことが多いが、妥協してチャンスを与えることから十津川にはある意味尊敬されている。ただし中立的な立場を貫くことが多く、十津川が同僚の罠によって殺人の容疑が掛かった時は、十津川の逮捕に待ったを掛ける一方で同僚刑事を処分することもできなかった（これは三上というより上からの意向が強く働いた結果とのこと）。亀井には「玉虫色」と陰口を言われている。
将来は政界に進出することを考えており、政治的な行動をとることもある。保守系の議員と知り合いであり、暴力団の抗争の阻止の際には助力を求めた。このため政治家や警察幹部OBからの圧力には滅法弱く、十津川に捜査の中断（別の事件を担当させるなど）を命じたことも一度や二度ではない。ただし十津川と亀井の捜査によって元警察幹部の犯罪を知った際は、戸惑いながらもマスコミの的になるのを承知で逮捕に踏み切った。犯罪者との取引は決して行わず、政治的な圧力に関しても「状況証拠があればそんなものは無視して捜査を続ける」と十津川に述べている。また代議士から圧力を掛けられても内心では腹を立たせているため、十津川を強引に止めるようなことはしない。
十津川のことは「たとえ秘密を知ったとしてもそれを口外しない人間」として見て信頼しており極秘任務を命じたことがある。また首相から「信頼できる刑事を内密に寄越してほしい」と頼まれた時も真っ先に十津川と亀井を向かわせている。
十津川が潜入捜査をすることになった時は、彼の身を案じるよりも捜査が上手くいくかどうかの方を気にかけていた（この時、十津川の方は「刑事部長として当然の心配だ」と気にしていなかった）。しかし十津川が怪しい薬で正気を無くした時は亀井と共に病院に駆けつけるなど、根柢の部分では部下の身を案じている。また亀井の息子・健一が誘拐され犯人逮捕の決め手となった証拠物件との引き換えを要求された時も「犯人と取引してもいい」と述べている。また警察官が犯罪組織に人質に取られた時は「強制捜査を行う」と勇ましいことを言いながらも結局踏ん切りはつかなかった。
十津川が誤った推理から先走り、三上を通さず副総監に逮捕状の請求を依頼し誤認逮捕してしまった時は「辞表を用意しておけよ」と冷たく突き放している。しかし十津川を捜査から外さなかったり、普段はやらないような金銭的支援（会計に掛け合った）を行うなど本心のほどは定かではない。
『「裏切り」』では汚職警察官の悪事を隠蔽するべく工作に走り、共犯者を脅して嘘の証言をさせたり、代議士に頭を下げたりして回っていた。だがそのやり方では汚名を着せられた刑事の無実が証明されないため十津川に反旗を翻されてしまう（三上は刑事一人より警察全体の威信を優先した）。十津川は汚職警官の犯罪を知る者からその証拠品を提示され「買い取るなら渡す。買わないなら新聞社に送る」と取引に誘われるが、三上の態度から「何もしない」と決めていたため拒否。結果、三上の思惑とは裏腹にすべてが明るみに出てしまった。
『特急「富士」に乗っていた女』で北条早苗が殺人の容疑で逮捕された際は、亀井の提案で偽物を見つけるべくマスコミに協力を仰ぐ。しかし「でっち上げ」だと頭から決め付けて信用しなかったため、怒った三上は「もしそうなら自分は辞職する」と強気に出てマスコミを驚かせた。
これらのことから一貫して「目先の手柄や面子よりも人命を優先する」人物である。ただその想いがカラ周りすることも少なくなく、なかなかいい格好ができない。
2010年代からは相手が代議士でも幹事長でも一歩も引き下がらず捜査を許可したり、十津川の推理を聞いてすんなり納得するなど物わかりのいい上司になって来ている。ただし『近鉄特急殺人事件』などでは「傲慢で意地悪だが気の弱いところがあり、捜査に行き詰まると十津川たちに丸投げしてくる」「十津川に無茶な議論を振って楽しんでいる」といった表記が見られた。
妻は昭子（あきこ）。愛妻家のようで妻に危険が迫った時は青褪めたり、妻の可愛らしい言動を思い返しては和んだりしている。杉並区阿佐ヶ谷在住。酒は飲めない。かつては喫煙者だった（話をもたせる為に喫煙していた）が、身体に悪いものはすべてやめたとして現在は吸っていない。
当初はいい上司という感じではなかったが次第に部下想いに変わって行き、2000年代になると十津川から「三上部長にしては思い切った決断をする」と驚かれることが多くなった。政治的圧力に関しても内心では腹を立てており、十津川に対して「（君は言っても聞かないからせめて）バレないように捜査してくれ」と許可している。
一部作品では三浦という苗字になっている。
宗美智子のコミカライズ版では、得意げに推理を披露して十津川に穴を指摘されると目が点になったり、十津川が未解決の事件に首を突っ込むのを素直ではないながらも認めたりと、原作と比べて親しみの持てるキャラクターになっている。大舞キリコのコミカライズ版では、40代くらいの細身の男性として描写されている。原作以上に怒りっぽいが、怒鳴るというよりは慌てているという感じの振る舞いなので若干コミカルに描かれている。政治的圧力に対しても原作では青ざめた表情で捜査の中止を告げたのに対し、コミカライズ版では納得のいかない表情で黙っているというものに変えられている。
本多時孝（ほんだ ときたか）
演 - 【土曜ワイド劇場】鈴木瑞穂（#7#・8#・#11・#15） ⇒ 平泉成（#34-#37） ⇒ 矢島健一（#59・#61） / 【月曜名作劇場】六平直政
警視庁捜査一課課長。年齢は50歳（ただし「45歳の大学の同期がいる」と書かれたこともある）。既婚者で子供が二人いる。十津川が結婚する時には仲人をした。
三上とは対照的に温厚な性格。部下の中では十津川を一番信頼している。十津川が私的な理由で行動することを「三上部長が知ったら怒るぞ」と言いながらも黙認している。三上刑事部長ほどではないがマスコミの目は気にしている。しかし十津川と同様に隠蔽をよしとしない高潔な精神の持ち主であり、「警察官の犯罪」を隠蔽（一部情報をボカす）しようとした三上に意見したこともある。
十津川と三上が捜査方針で対立した時は、間に入って妥協案を提案するなど仲裁役を務めることも。また元警察OBが直接乗り込んできて十津川に圧力を掛けた時は「十津川君は県警の要請に応えただけ」と擁護している。捜査一課が捜査で忙しい時に別件の捜査依頼を三上から命じられた時は、かなり気に病みながら十津川に頼むなど中間管理職ながらの気苦労を抱えている。
『特急「白鳥」十四時間』では亀井を守るために部下を連れて列車に乗り込んだ十津川に代わり、捜査本部で指揮を執り田中や小林と言った刑事たちに滞りなく指示を出している。集めた情報から推理を進め、黒幕の過去を暴くのに一役買った。
一部作品では本田という苗字になっている。
宗美智子のコミカライズ版では、厳めしい表情の人物に変えられており三上より威厳のある見た目になっている。しかし厳しい人物というわけではなく、十津川の勢いに押されて参るというシーンが描かれている。大舞キリコのコミカライズ版では、当初は肥満体型の温和な中年として描写された。原作以上に温和であり、捜査方針を変えない十津川を静止できない苦労人となっている。後に三上よりも老けた見た目に変更され、人のいい部分もありながら刑事らしい目つきをするという二面性を見せるようになった。

### 十津川班
西本明（にしもと あきら）
演 - 【土曜ワイド劇場】友金敏雄（#1,2-） / 森本レオ（#5-68） / 【火曜ミステリー劇場】阪本良介 / 【月曜名作劇場】高杉瑞穂 /【月曜プレミア8】笠松将
警視庁捜査一課所属。十津川、亀井に次いで登場する機会が多く、主に日下とコンビを組んでいる。年齢は27歳。周囲の評価は「頑丈な身体つきで頼りになる」。ハンサムとは言われたことがなく西本自身も「自分を美男子と思ったことはない」（東京―旭川殺人ルート）。しかし顔立ちは悪くないとされる。後に「ハンサムだが刑事らしくない外見」と十津川・亀井に評されている。
趣味は旅行。高所恐怖症で飛行機が苦手であるため（『特急しらさぎ殺人事件』より）、主に車や鉄道を利用している。鉄道には比較的詳しく、子供の頃は先頭車で前方の景色を見ることが好きだった。また、旅行で訪れた場所の地方の金融機関で通帳を作り、訪れるたびに1000円ずつ預金するという趣味も持つ。近年ではパソコンも嗜んでおり、2年前からホームページを開設している。兄を深く愛しており、殺人容疑をかけられて自殺未遂で入院した折、十津川の許可を得た上で濡れ衣を晴らそうと行動した。
十津川、亀井が殺人事件の捜査で動けない時は捜査本部で指揮を執るなど、班の中でも頼りにされている。また亀井から内密に別件の捜査を頼まれ、最初は渋々だったが犯罪の匂いを嗅ぎ取ると途端にやる気を見せ、単独で容疑者を逮捕し解決に導いている。
友情に厚く、悪に対する怒りを持つ熱血漢。監禁されている女性を助けるため犯人一味を殴って白状させたり、日下や北条たちを守るために犯人を殺してしまったこともある。いずれも生死に関わる非常事態であり問題にはされていない。
相棒の日下とは信頼し合う仲。北条には何度も部屋に招かれているが、お互いに恋愛感情はなく仲のいい友達同士。三田村とも関係は良好。
『高山本線殺人事件』では、父親が事件に巻き込まれて死亡している。もう一人の主人公として仇討ちのため単独捜査をしたり、行き詰まると日下の助力を得て捜査を続けた。誤った推理をしたものの、十津川の導きもあって真犯人と動機を突き止めた。
『恋の十和田、死の猪苗代』で結婚したが、新婚旅行中に新妻が殺される。その後、殺人事件の容疑者にされたりもした。以後も何人かの女性に恋したり、見合いをしたりしている。しかし好きになる女性にどうしても妻の面影を感じてしまい、破局を続けている。
『十津川警部 絹の遺産と上信電鉄』では一人の女性のために行動した結果、毒を盛られ命を落とす。享年28。しかしその後の作品にも行動している。
鳥羽笙子のコミカライズ版では、主に亀井の立場に置き換える形で描かれるためたびたび主人公として登場する。また日下とコンビを組む展開が多い。原作に登場した「亀井の姪」は「西本の従妹」となっている。
日下淳一（くさか じゅんいち）
演 - 【土曜ワイド劇場】長谷川弘（#1） ⇒ 森川正太（#7） ⇒ 森山祐嗣（#23） ⇒ 茂賢治（#26-#39、#41、#45-#52） / 【火曜ミステリー劇場】川崎麻世 / 【ザ・サスペンス】三ツ木清隆（#1） ⇒ 金田賢一（#3-#5） / 【月曜名作劇場】伊東孝明 / 【女と愛とミステリー】坂上忍
警視庁捜査一課所属。西本とコンビを組んでいる。年齢は28歳。身長は175cm、体重65kg（『殺人列車への招待』より）。
JR武蔵境駅からバスで15分のマンションに住んでいる（『城崎にて、死』）。
福島県の実家に、父・晋平（しんぺい・59歳）、母・君子（50歳）がいる（『尾道・倉敷殺人ルート』より）。このほか、既婚者の妹・京子（きょうこ）がいる。
読書が好きで、大学時代は同人サークルに参加したことがある。しかし自分で作品を作るのは苦手と自覚し、結局全く作品を書かないまま半年で脱退している（「恋と幻想の上越線」）。また、テニス部に所属したり、演劇サークルに大道具係として参加したこともある。
「恋と幻想の上越線」では親友の森田が殺されたため、十津川と組む形で捜査に参加する。しかし亀井のようにはいかず、随所で十津川からフォローされる有様となった。また積極的に推理や捜査方法を提案したりせず、洞察力に関しても劣る。最終的には十津川の配慮もあり、森田を殺した犯人を自身の手で逮捕した。以降の作品では主人公として描かれる時は、抜群の推力を発揮すようになった。
どちらかと言えば西本以上に熱血で向こう見ずなところがあり、殺人の容疑者に恋をした時は「自分がやらなければ」という使命感を抱いて事件解決に奔走した。以後も色んな女性に恋するが、ハッピーエンドで終わることもあれば死別することもある。またそれらの設定は特に引き継がれていないので、その場限りのものとして描写されている。
別の事件で警察官が連続して殺された時は、自ら囮役を買って出た。このため様々な事件で殺されかけたことも一度や二度ではなく、西本に何度も助けられている。
コンビニ店員の女性に恋した時は、夜遅くに後を付けるなどストーカーまがいのことをやっている。その女性が殺された時は、犯人に挑発されたこともあって銃撃してしまい危うく殺すところだったが西本に止められた。
プロ野球は巨人のファン。
ドイツ語とフランス語の両方が堪能で、十津川と一緒に海外へ捜査に出かけたこともある。
なお、『終着駅殺人事件』には、亀井と同年代で、上野署所属の日下刑事が登場する。また短編『夜の殺人者』に登場した容疑者の名前が日下であるが別人である。
鳥羽笙子のコミカライズ版では十津川・亀井の立場を日下に置き換える形で描かれるためたびたび主人公として登場する。また西本とコンビを組む展開が多い。原作に登場した「亀井の息子（健一）」は「日下の甥」として登場しており名前も変えられている。大舞キリコのコミカライズ版では亀井とコンビを組む形で活躍する。また「学生時代に同人誌を作っていた」という原作設定からか「ヘタレなオタク」というキャラクター性が設定されている。
三田村功（みたむら いさお）
警視庁捜査一課所属。早苗や清水とコンビを組んでいる。作中では、「大柄な刑事」「背が高くて格好はいいが頼りない顔つき」という描写が見られる。年齢は27歳。
四国 高知県出身。幼い頃に両親を亡くしており、姉の友子と共に叔父夫婦に育てられた。
相棒の北条には「頭の回転は悪くないと思うけど思い込んだら一直線なところがある」と評されており、三田村自身も肯定している。捜査班の中では推理力よりも直感力が優れているタイプ。十津川と亀井が犯人ではないと考えていた人物を怪しみ、本当に犯人だったということもある（ただし動機に関しては間違っていた）。
血気盛んで猪突猛進でケンカっ早いが、任務に失敗することが多く、目を離した隙に護衛対象が襲われてしまったことがある。この時は十津川から静かな怒りを買ってしまい、言い訳しようとしたため「もういい」と言い捨てられてしまった。これに限らず失敗すると言い訳をしようとする傾向にある。しかし別の事件で犯人の一味を捕まえた時は、ヤクザ（あるいは殺し屋）の振りをして拷問に掛けて白状させたことがあり、荒事に関しては得意分野のようである。
『L特急しまんと殺人事件』で従妹の吉田あやかと結婚し、短編『石勝高原の愛と殺意（最終ひかり号の女所収）』にて新婚一年目の休暇を北海道で過ごす。しかし思わぬ犯罪に巻き込まれ夫婦そろって命の危機にさらされた。その後の作品では、また独身に戻っている。
西本や日下より刑事歴は短い。心配した西本に怒鳴る、絡んできた二人組をボコボコにしてしまうなど少々短気。特に後者に関しては酷い逆怨みを買ってしまい、危うく殺人犯に仕立て上げられるところだった。
短編『愛と殺意の中央本線（最終ひかり号の女所収）』では、直子の甥に「三田功（みた いさお）」というよく似た人物が登場している。
北条早苗（ほうじょう さなえ）
演 - 【土曜ワイド劇場】山村紅葉（#4-#7、#11-）
警視庁捜査一課所属。誰からも好かれる美人の女刑事。現在は三田村とコンビを組んでいる。年齢は26歳。身長160cm。刑事歴は約三年半。東京都出身（『草津逃避行』より）。
射撃が得意であり、射撃訓練では高得点を取っている。愛用拳銃はベレッタ22口径。敬語で話す時は「～ですわ」というお嬢様口調になるが、これは著者の作品に登場する女性全般に見られる傾向である。
綾乃という大学生の妹がいる。
『特急「富士」に乗っていた女』では、殺された被害者の婚約者ということにされてしまい、同じ特急に乗っていたため容疑者として福岡県警に逮捕されてしまう。
武蔵境のマンションで一人暮らしをしている。ペットはシャム猫の「メイ」とメイが産んだ仔猫。このエピソードでは西本を部屋に招き入れるなど仲が良いが、互いに恋愛感情はない。
『臨時特急「京都号」殺人事件』で初登場した時の名前は北原 早苗（きたはら さなえ）であった。
元々はトラベルミステリーシリーズから逆輸入されたオリジナルキャラクター。ドラマ化するにあたって原作に女性の配役がいなかったことから誕生した。テレビシリーズで設定された愛猫や愛用銃など細かい設定なども原作に反映されている。
瀬畑純のコミカライズ版では十津川に代わって主人公として描かれている。原作と比べてもかなり気の強いキャラクターになっている。
清水新一（しみず しんいち）
演 - 【土曜ワイド劇場】速水亮（#1） ⇒ 井川晃一（#2-#30、#32-#57） / 【火曜ミステリー劇場】高岡健二
警視庁捜査一課所属。27歳。北海道出身。早苗や三田村とコンビを組んでいる。
『急行もがみ殺人事件』で征子という女性と見合い結婚するが、新婚間もなく殺されてしまった。
『西の終着駅の殺人』では、帰郷の際に居合わせた女性から命を狙われているという話を聞き、守れなかったことから犯人逮捕に奔走する。十津川にも相談せず無断で休んだことから「困った奴だ」と呆れられたが、犯人に繋がる手掛かりを得て戻り、事件解決に貢献した。
『十津川警部・怒りの追跡』では寝台特急・北斗星の車内で刺殺され、『奥能登に吹く殺意の風』では壮絶な爆死を遂げた。この矛盾点に関しては、西村京太郎編『十津川を解剖せよ』では「同姓の刑事が複数いる」と説明されている。『奥能登に吹く殺意の風』では、死体を目の当たりにした十津川は「絶対に犯人を捕まえてやる」と激しい怒りに駆られ、亀井も声を殺して嗚咽を漏らしていた。以後は登場しなくなる。
大舞キリコのコミカライズ版では、「お祭り好きの熱血漢」という性格付けがされている。
田中大輔（たなか だいすけ）
警視庁捜査一課所属。小田原出身と長浜出身の2人の田中刑事がいる。
後述の片山とは同じ大学でラグビーをやっていた仲であり、当時からコンビを組んでいた。ラグビーチームではFWをやっており、一番の巨漢で身長は190センチ、体重は100キロを越す。片山との身長差もあって班の中では凸凹コンビと呼ばれる（『千曲川に犯人を追う』より）。車ごと崖下に落ちた容疑者の生存を確認しにいったりなど外見通りパワフルな行動派。
一部作品では、鈴木という刑事が登場し、鈴木とコンビを組んでいることになっている（片山が事件に巻き込まれて死亡したため）。
短編では帰郷中に足を狙撃されたのを皮切りに、病室にダイナマイトを送り付けられたり自宅を放火されたりと災難に巻き込まれてしまう。
『西鹿児島駅殺人事件』で殺されているがその後の作品にも登場している。
片山明（かたやま あきら）
警視庁捜査一課所属。福井県小浜市出身。『十津川警部「故郷」』で殺害されたが、その後の作品にも登場している。
相棒の田中とは大学時代からラグビーでコンビを組んでいた間柄で息もピッタリ。身長160センチと小柄で、ラグビーをやっていた頃は俊敏なスタンド・オフで鳴らしていた。
その他の刑事
『終着駅殺人事件』では、早川という警部補が登場している。
『寝台特急カシオペアを追え』では、大野と森という刑事が登場している。
『恋と裏切りの山陰本線』では、小田という刑事が登場している。
『若い刑事への鎮魂歌』では、崎田という刑事が登場している。
この他、複数の作品で小川（『寝台特急「紀伊」殺人行』では亀井の相棒役）、桜井という刑事が登場する。

### 十津川の家族
十津川直子（とつがわ なおこ）
演 - 【土曜ワイド劇場】浅野ゆう子（#36・#40・#42・#46・#48・#50・#52・#55・#59・#61・#62） / 【月曜名作劇場】池上季実子 / 【十津川警部夫人の旅情殺人推理】萬田久子 / 【西村京太郎からの挑戦 本格ミステリークイズ 芸能界推理王決定戦!】坂口良子
十津川省三の妻。職業はインテリアデザイナー。年齢は35歳。語学が堪能。
大阪府出身。旧姓は西山。25歳の時に脇坂和男と結婚したが、約1年で離婚。35歳の時に『夜間飛行殺人事件』で、十津川省三と再婚した。
親戚に大阪の叔母（関西の名家）がおり、後に莫大な財産を相続した。このため生活には困っていない様子。『十津川警部怒りの追跡』では、捜査費用として数百万円をポンと出資する。『夜間飛行殺人事件』では、「叔父の遺産が自分に数億入る」と発言していた。
自分が卑劣な罠に掛けられたとも知らず轢き逃げをしたと思い込んだ時は、そこに至るまでの経緯を記した手紙と、判を押した離婚届を置いて夫の元を去り、警察に自首した。だが十津川は何の迷いもなく離婚届を破り捨て、怒りの捜査によって真犯人を探し出した。
彼女が主人公になるスピンアウト『十津川直子の事件簿』（ドラマ版では『十津川警部夫人』シリーズ）も存在する。

### 亀井の家族
亀井公子（かめい きみこ）
演 - 【土曜ワイド劇場】二木てるみ（#34・#40・#42・#43）/ 【月曜名作劇場】烏丸せつこ（#6）
亀井の妻。年齢は43歳。山形県の出身。夫の性格はよく知っており、非常事態でなければ職場には電話してこない。
亀井健一（かめい けんいち）
亀井の長男。小学5年生（6年生の時もある）。11歳。鉄道ファンであり、亀井に鉄道の知識について助け船を出すことがある。『特急おおぞら殺人事件』で誘拐されたことがある。また殺人を目撃したと思われて口封じに轢き逃げされたことがある。
亀井マユミ（かめい まゆみ）
亀井の長女。ミッキーマウスのファンで鉄道には特に興味はない。とある事件で犯人一味に拉致され人質にされたことがある。

### その他
田島（たじま）/ 田口（たぐち）
中央新聞記者。後にデスクとなる。十津川の大学（N大）時代の同窓生で良き協力者。大船在住。作品によっては田口と表記されており、過去の作品ではこの表記が多めだった。
詮索好きで何にでも首を突っ込みたがる性格。事件に対して穿った見方をすることを自覚しており、十津川から容疑者について聞かれた時は「情報は渡すけど自分の眼で見て判断してほしい」と述べている。記者魂を持つ一方で義理堅いところもあり、殺人事件の犯人を突き止めるも同情から庇ったことがある。また十津川から事件に対する推理・内情など聞いても「活字にはしない」と約束すればその通りにする。
『十津川警部修善寺わが愛と死』（2009年3月刊）では、中央新聞の社会部から、週刊中央の編集部へ編集長として異動となった。十津川には栄転だと言われたが、自身は左遷として受け取っている。『死のスケジュール 天城峠』（2009年11月刊）では、以前と同じく中央新聞社会部勤務のままで、異動したという事実はなし。
短編では何度か主人公を務めており、田島の過去が描かれている。37歳の時は、真実を追い求める一方で「悪」を追い詰めることにこだわり、先入観から無実の人間を自殺に追い込んでしまったことがある。しかし当人は自身の残忍さを自覚しておらず、「真実を明らかにした結果起こったこと」としか考えていない。だが決して人の心を傷つけるのが好きというわけではなく、自分が確信した真実が幻影にすぎなかったのではと思った時は、いつまでも消えることのない不安に恐怖を抱いていた。また他紙に特ダネをすっぱ抜かれ続け、自信を失っていた時期も描かれた。そちらではせっかく得た特ダネが犯人によって仕組まれたものだったため誤報となってしまい、自己保身から真実を隠蔽してしまう。
「田島」という人物は著者の作品に多々登場しており、別人であるケースがほとんどである。上記の「青木亜木子」が務める編集部にも「田島」という編集長が登場している。
宗美智子のコミカライズ版では田島と田口は別人として描かれている。田島は大柄で無邪気なところがあり、逆に田口は眼鏡を掛けた細身で皮肉屋である。
橋本豊（はしもと ゆたか）
演 - 【土曜ワイド劇場（大映版）】沖雅也（#3） / 【土曜ワイド劇場（東映版）】荻島眞一（#28） ⇒ 賀集利樹（#42） / 【ザ・サスペンス】近藤正臣（#4）
私立探偵。元警視庁捜査一課所属で十津川の部下だった。西本・日下とは同期に当たるのでタメ口だが、北条とはお互いに敬語で話す。年齢は初登場時27歳→30歳。北海道稚内市出身。橋本みどりという既婚者の妹がいる。実家で母が旅館を経営していたが現在は人に譲り、妹夫婦と暮らしている。
『北帰行殺人事件』で初登場。妹と同じ名前の恋人が強姦され自殺した事から警視庁を退職、私怨から復讐に走り刑務所に入っていた。
『下り特急「富士」殺人事件』で出所後、しばらくして東京・新宿の四谷三丁目に探偵事務所を開業。犯罪歴はあるものの、十津川は信頼しており、事件性を疑いながらも警察が捜査に動けない案件の調査を依頼することがある。また、橋本も請け負った案件のうち犯罪性が高いものについて十津川に相談するケースがあり、「切り札になってほしい」と頼んだことがある。
依頼人から提示された高額な報酬を蹴ってまで十津川の頼みを引き受けようとするなど強い信頼を持つ。
その後を描いた短編『死を呼ぶ身延線』では、父の橋本晋作が何者かに誘拐され殺されてしまう。仇討ちのため調査を進めた結果、犯人一味に車ごと崖下に落とされ重傷を負う。だが橋本が掴んだ情報は十津川たちに活かされ、犯人一味は一網打尽にされた。
刑事時代は地道な聞き込みによる捜査を得意とする優秀な人物だった。また警察官時代は警視庁の射撃大会で3位となっている。
ある事件では被害者遺族に同情するあまり仇討ちに協力してしまい、拳銃を用意するなど殺人の共犯になりかねない行為をしている。当初は十津川たちに協力していたが裏切り、被害者遺族と共に犯人たちを罠に掛けて誘き出した。事件が終わった後に逮捕されてしまったが、十津川がわざと三上部長に「民間人が勝手な真似をすることは許されない。厳罰に処するべき」と強く直訴したことで反発した三上が庇う側に回り、無罪放免となった（被害者遺族が庇ってくれたのも大きかった）。
『「雪国」殺人事件』では主役を務めている。
登場するたびに「妹が強姦されて自殺したので復讐した」「殺人を犯して刑務所に入っていた」など設定が変わっていることがある。
宋美智子のコミカライズ版ではより主人公らしく描かれている。
青木亜木子（あおき あきこ）
演 - 【土曜ワイド劇場（大映版）】樋口可南子、【ザ・サスペンス】原田美枝子、【金曜エンタテイメント】沢口靖子→斉藤慶子、【水曜ミステリー9】友近
『北帰行殺人事件』で初登場。雑誌「旅窓」の記者。主に短編集で主人公を務めている。『都電荒川線殺人事件』や『環状線に消えた女』など。
内心では相手に悪態を突くところがあり愚痴っぽい性格。また美男子に対して不信感を抱くなど見てくれがいいほど疑わしく見る傾向にある。特に異性に対しては好みにうるさく、心を許したと思いきやすぐに疑わしく見るなど簡単には信用しない。
推理力と度胸はなかなかのもので、たまに十津川警部に助けられることもあるが単独で犯人と対峙している。
一部の作品では「寺内」という姓になっており、ドラマ版『お局探偵亜木子&みどりの旅情事件帳』はこちらの姓が使われている。
田中ゆかり（たなか ゆかり）
橋本探偵事務所の秘書兼事務員兼金庫番。25歳。『わが愛知床に消えた女』では、橋本と一緒に、知床への調査に同行した。ちゃっかりした性格。
中村警部
捜査四課または初動捜査班の警部で十津川の友人。いずれも貴重な情報を十津川にもたらし事件解決に導く。「中村」という人物はほかにも登場しており、技官だったこともある。
北野浩（きたの ひろし）
国鉄総裁秘書。君子という妻がいる。年齢は40歳。主に国鉄を舞台にした事件を十津川に相談する役回りで登場する。国鉄の民営化以降は登場しない。
谷藤君子（たにふじ きみこ）
四谷画廊の店主。年齢は55歳。『伊勢志摩ライナーの罠』にも名前は出てこないが登場している。
沢木（さわき）
科研の技官。
原口夕子（はらぐち ゆうこ）
演 - 【フジテレビ版】手塚理美、【TBS版】菊池桃子/竹田有美香（20年前の夕子、娘・由紀と兼約）
十津川の初恋の人。高山で旅館を営む美人女将。年齢は推定43歳。初登場は『十津川警部 初恋』だが、前日譚に当たる『江ノ電の中の目撃者（短編集『EF63機関車の証言』所収）』にも名前のみ登場している（十津川とは顔を合わせていない）。
20年前は七里ケ浜で暮らす旧家の一人娘であり、そこに二か月間合宿していた十津川たち男子大学生のマドンナ的存在だった。しかし翌年の春にさっさと結婚してしまい、十津川たちをがっかりさせた。このため十津川には「ほろ苦い青春の記憶」として刻まれている。
『江ノ電の中の目撃者』では、一人娘・由紀が十津川を訪ね、「母が父を殺したという嫌疑を晴らしてほしい」と頼んで来た。十津川は「初恋の人が殺人を犯すわけがない」と無意識に頭から決めて付けていたが、冷静になって事件を見直し、県警に推理を伝えた。続く『初恋』では、十津川の推理が間違っていたことが判明し、同時に夕子の嫌疑も晴れたことが明かされた。しかし由紀は心臓発作で死んでしまい、疑問を抱いた夕子は独自に真相究明に奔走する。その過程で十津川を呼び出して接触し、泥酔して眠った振りをして捜査情報を盗み聞きした。そしてすべてが終わった後、十津川宛の手紙を送った。その文面には「若い頃のあなたはたくましくて素敵だった」と記されており、彼女もまた十津川に淡い恋心を抱いていたことが窺えるものだった。
『十津川警部 初恋』はドラマ版では結末が異なっている。また『新十津川警部シリーズ』に登場する原口夕子は、「病を患っていたため将来に絶望し、十津川に告白できなかった」という独自設定がある。
三浦警部
「県警の三浦警部（刑事）」として様々な作品に登場。登場するたびに違う県警となっており、同一人物とも明言はされていない。ただし十津川と顔見知りの三浦警部が出たことはある。年齢は『みちのくで苦悩する』では47歳。なお、この話では殺人容疑を掛けられてしまっている。
犯人を決め付けて意固地な捜査をすることが多く、やや狷介な人物として描かれる。亀井によれば｢頭は切れるが敵を作りやすい｣。だが十津川と対立することは少なく、基本的には問題なく協力する。『特急おき3号殺人事件』では、圧力によって捜査を外され意気消沈していた十津川を励まし、共に推理することで立ち直らせている。作品によっては死亡した三浦警部も存在する。

## テレビドラマ
テレビでの十津川警部作品の映像化は、もっぱら単発もの、いわゆる“2時間サスペンス”で行なわれ、安定した人気を誇っている。

### テレビドラマでの十津川警部シリーズ
十津川警部のテレビ初登場は、小説での初登場から6年後の1979年に放映された「寝台特急殺人事件」で、演じたのは三橋達也である。放送局はテレビ朝日、2時間サスペンスの草分けとして1977年に開始された『土曜ワイド劇場』（土ワイ）3年目での初登場だった。この作品以後、朝日放送・大映企画・大映京都撮影所の制作で1982年までに計3作品が放送された。1981年からはテレビ朝日・東映制作で、現在も放送が続いており、2020年現在で72作に達する、2時間サスペンス史上最長寿のシリーズになっている（毎年1〜2作品のペース）。東映製作のシリーズ第4作より使用されている甲斐正人によるテーマ曲も有名である。「土ワイ」でのシリーズ名は開始以後、新作放映の度にまちまちの状態が続いていたが、1989年の第15作「アルプス誘拐ルート」以降、『西村京太郎トラベルミステリー』がシリーズ名として定着する。
大映製作の3作品で亀井刑事を演じたのは綿引洪（わたびきひろし・第3作では本名の綿引勝彦に改名していた）であった。東映製作作品で亀井刑事を演じたのは愛川欽也で、18年間“三橋十津川・愛川カメさん”のコンビが茶の間に親しまれることになった。東映版製作開始の1981年以来、愛川が主演として事件解決の中心となり、三橋が責任者として愛川を援助していくスタイル（これはシリーズ開始当時60歳だった三橋の年齢を考慮し、十津川があまり動き回らない設定にしたためといわれる）が定着した。また、三橋のいかつい外見に合わせ、大学時代のサークル活動はラグビー部に変更されている（東映製作のシリーズ第9作『寝台急行「銀河」殺人事件』）。なお、このシリーズで十津川警部の代名詞となった三橋達也は、警視庁の警察広報にも採用されている。
三橋が病を患ったため代役として、1984年の東映製作のシリーズ第5作には天知茂が、1995年の東映製作のシリーズ第28作には高島忠夫が十津川警部を演じている。西村自身は“天知警部”を大変気にいったとも伝えられる。また、そのせいか後にファミリーコンピュータ用ゲーム『寝台特急殺人事件』では、十津川班のメンバーは「土ワイ」版を元にしているが、十津川は天知茂がモデルになっていた。また、第5作では森本レオ演じる西本刑事が初登場。以降第68作まで出演している。
テレビ朝日での成功により2時間サスペンスの時間枠が各局に設けられ、十津川警部もテレビ朝日の専売特許ではなくなる。テレビ2人目の十津川警部は、1981年、日本テレビ系『火曜サスペンス劇場』での「消えたタンカー」で演じた夏木勲（亀井刑事は登場しない）であった。
1982年に開始されたTBS系『ザ・サスペンス』でも「特急さくら殺人事件」で、宝田明の十津川（亀井刑事は犬塚弘）が登場した。
『ザ・サスペンス』での十津川は、翌1983年の「日本一周『旅号』殺人事件」で、若林豪に交代（亀井刑事も坂上二郎に交代）、姓の読みが「とつがわ」でなく「とつかわ」に変更されていた。若林豪による十津川警部は1984年に『ザ・サスペンス』が終了するまでに4作が製作され、テレビ朝日以外での初めてのシリーズとなった。なお、若林は1995年のフジテレビ系「環状線に消えた女」と合わせて通算5作品で十津川を演じた。
1986年、フジテレビ系では『木曜ドラマストリート』で放送された「展望車殺人事件」（堤大二郎演じる西本刑事主演）で、石立鉄男の十津川が助演で登場（亀井刑事は山谷初男）したが、この1本限り。翌87年、同じくフジ系『金曜・女のドラマスペシャル（現・金曜プレミアム）』で「寝台特急はやぶさの女」が放送され、小野寺昭の十津川、川谷拓三の亀井が登場した。この時間枠を引き継いだ『男と女のミステリー』で89年放送された「寝台特急ゆうづるの女」でも十津川は小野寺（この時亀井刑事は室田日出男）だったが、以上フジテレビ系の2時間ドラマ枠もすべて短命に終わったため、長期シリーズにはならず、小野寺版は2本で終わっている。
短命の2時間ドラマ枠はTBSやフジテレビに限らず、テレビ朝日でも90年に新たな時間枠『火曜ミステリー劇場』を開始し、高橋英樹が主役として十津川警部を演じる「十津川警部の挑戦」（1990年）、「十津川警部の対決」（1991年）、「十津川警部の反撃」（1991年/以上3作での亀井刑事はいかりや長介）の3作を放送したが、第3作は「火曜ミステリー劇場」の最終作となっている。
新たな長期のシリーズとなったのは、1992年に渡瀬恒彦の十津川警部と伊東四朗の亀井刑事で第1作「札幌駅殺人事件」が放映されたTBS系「月曜ドラマスペシャル」（1989年放映開始・現：「月曜ゴールデン」）での「西村京太郎サスペンス・十津川警部シリーズ」である。TBS版は原作の設定年齢に比較的近い配役と、渡瀬主演で十津川が中心となって事件を解決する原作通りのスタイルで、以後順調に新作を放映して軌道に乗り、第2の長期シリーズとして定着した。1997年の第14作「海を渡った愛と殺意」ではかたせ梨乃演じるキャサリンと競演、海外捜査にも乗り出している。
1999年、三橋が自身34作目の「秋田新幹線こまち殺人事件」（三橋は当時76歳）を最後に、テレビでの当たり役ともなった十津川警部役をついに降板。先述のように十津川を演じた経験をもつ高橋英樹が十津川役を引き継ぎ、シリーズは転機を迎える。2000年の東映製作シリーズ第34作「津軽陸中殺人ルート」より、「土ワイ」版は愛川主演から高橋主演となり、十津川が事件捜査の中心となる、原作またTBS版シリーズに近い構成へと移行していく。シリーズ開始25年目にあたる2003年は、「土ワイ」でのシリーズ初の海外捜査作品「オリエント急行殺人事件」（東映版第38作）など最多の年間4作が放送され、このシリーズの根強い人気が浮き彫りになった。また、テレビ朝日では2000年から、本シリーズを原作としながら主演に沢口靖子を迎え、各種設定をオリジナルのものとした「鉄道捜査官」シリーズを年1回ペースで制作・放送しており（こちらも東映製作）、2019年には「西村京太郎トラベルミステリー」とのクロスオーバー企画も放送された。
TBS版も『月曜ミステリー劇場』（後に『月曜ゴールデン』）に改称された同枠の看板シリーズのひとつとして親しまれ続け、2005年の第35作「金沢加賀殺意の旅」で渡瀬は三橋の34作を追い抜いて、テレビで最も多く十津川を演じた俳優となった。このシリーズでは、渡瀬・伊東コンビは一度も交代していなかったが、同枠が『月曜ゴールデン』を経て、2016年4月 - 2019年3月に放送された『月曜名作劇場』では開始当初の段階でシリーズの制作が途絶えた状態となり、渡瀬・伊東コンビのシリーズは事実上終了する形となった。そして、同枠では2017年1月23日放送分から「十津川警部シリーズ」のタイトルでキャスティング・スタッフ・制作プロダクションなどを大幅に入れ替え、その第1作となる「伊豆・下田殺人ルート」から、十津川役は内藤剛志、亀井役は石丸謙二郎がそれぞれ演じ、十津川の妻役には池上季実子が起用されるなど、キャスティングを大幅に入れ替え、制作会社もこれまでのテレパックからオスカープロモーションに変更されたが、第5作からは、製作会社がザ レインドロップスに交代し、十津川・亀井以外のメンバーも十津川班の刑事を中心に大幅に入れ替わった。
2003年、テレビ東京系の新しい2時間ドラマ枠『女と愛とミステリー』（テレビ東京・BSジャパン〈現：BSテレ東〉共同制作。後の『水曜ミステリー9』や『水曜シアター9』や『水曜エンタ・水曜ミステリー9』も含む）で、小林稔侍演じる亀井刑事主演の「日本一周『旅号』殺人事件」が放映される。十津川警部は助演で萩原健一。翌年の第2作「寝台特急「はやぶさ」の女」と第3作「寝台特急八分停車」では十津川警部は神田正輝が演じたが、この3作で当シリーズは終了となる。
2009年、フジテレビ系2時間ドラマ枠『金曜プレステージ』で、十津川が捜査主任だった頃の奮闘を描いた「十津川刑事の肖像・人捜しゲーム」が放送された。十津川は高嶋政伸、亀井刑事は古谷一行で、以後「十津川刑事の肖像」シリーズとして毎年新作を放映、テレビ朝日系・TBS系両シリーズより若い時代の十津川の奮闘を描く、新たな特色を備えた第3のシリーズとなった。その後シリーズ名は2013年6月放映の第7作から「十津川捜査班」に変更、2016年7月の「十津川警部『悪女』」でシリーズは10作に到達したが、以降新作は制作されていない。
2012年には、テレ朝版「西村京太郎トラベルミステリー」で30年・57作にわたって活躍してきた亀井刑事役・愛川欽也が遂に降板。同シリーズは高田純次を新たに亀井役に迎えて、高橋とのコンビで継続されている。2013年9月にはTBS版が「消えたタンカー」で第50作目を迎え、シリーズ50作到達記念として、分冊百科「西村京太郎サスペンス　十津川警部シリーズ　DVDコレクション」（発行：東京ニュース通信社）の発行が開始、シリーズのDVD化は初めてで、2015年7月で全50巻が完結。その後2018年現在、TBS版シリーズは第54作まで放映されている（ただし、第51作〜第54作のDVD化は予定されていない）。
2020年には、テレビ東京『月曜プレミア8』で、「十津川警部の事件簿」が放送（5月25日放送）。十津川役は船越英一郎で、角野卓造が亀井を演じる。
なお、ドラマ作品は全民放共通の設定として原作よりも比較的年齢の高い（おおむね制作時点で50代以上）俳優が起用されている。また、鉄道関係のドラマ作品については原作に登場した列車がダイヤ改正で時刻変更または廃止、あるいは原作に登場する鉄道事業者の撮影許可が降りなかったなどの理由から、設定が大きく改変されたものがある。

## 漫画
宗美智子の作画による漫画『十津川警部の事件簿』が『サスペリアミステリー』（秋田書店）に連載されていた。他、多数の作家によって執筆され、コンビニコミックスとして販売されている（『警視庁十津川警部の事件簿&鉄道ミステリーベストコミック』など）。